# Georg Robert

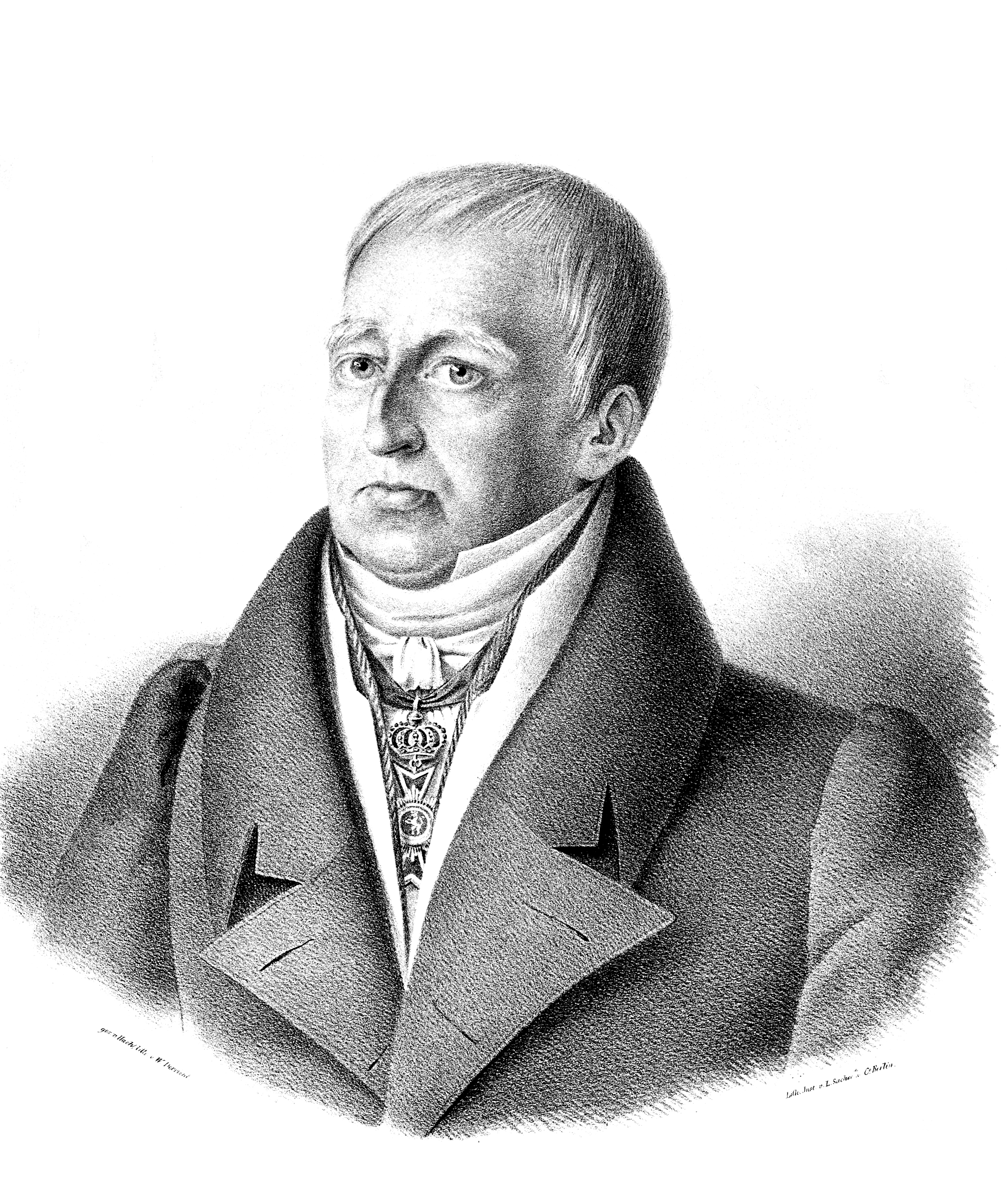
Georg Friedrich Carl Robert

Georg Friedrich Carl Robert (* 2. Mai 1765 in Marburg; † 24. Dezember 1833 ebenda) war ein deutscher Rechtswissenschaftler und Politiker in Kurhessen.

## Leben
Er war Sohn des Marburger Theologen und Juristen Carl Wilhelm Robert und Schwiegervater des Mediziners Karl Friedrich von Heusinger.
Georg Robert wurde 1784 Regierungsassessor in Marburg; 1787 war er kurze Zeit Assessor in Wetzlar. Nach der Promotion zum Dr. iur. und der Ernennung zum Privatdozenten an der Universität Marburg wurde er dann unter Niederlegung des Assessorats ebendort 1787 zum a.o. Professor des Staatsrechts ernannt. 1793 wurde er o. Professor. Er war zwischen 1798 und 1830 mehrfach Dekan der Juristischen Fakultät und zwischen 1796 und 1815 viermal Prorektor der Universität. Das Schwergewicht seiner akademischen Lehre lag in den Bereichen Staatsrecht des Reiches und seiner Bundesstaaten sowie des Königreichs Westphalen, Pragmatische Reichsgeschichte, Zivilprozessrecht und Lehensrecht.
Robert war wie sein Vater Freimaurer und Mitglied der Loge Marc Aurel zum flammenden Stern in Marburg, er verließ diese jedoch 1816 ebenso wie sein früherer Lehrer, der Philosoph Johannes Bering, als sie sich im wiedererstandenen Kurfürstentum Hessen mit der Großloge von Kurhessen einer dezidiert christlichen Richtung der Freimaurerei anschloss.
Georg Robert vertrat 1807 die Universität Marburg als Deputierter auf der Versammlung der Kurhessischen Landstände. Von 1808 bis 1810 war er Abgeordneter der Reichsstände des Königreichs Westphalen in der Gelehrtengruppe. Im Jahr 1815 wurde er zum Geh. Regierungsrat ernannt und als Vizekanzler der Universität Marburg vereidigt. 1815 und 1816 war er Deputierter des Kurhessischen Landtags.